# Karnataka Congress Party
Die Karnataka Congress Party (KCP) war eine kurzlebige lokale Abspaltung von der Kongresspartei im südindischen Bundesstaat Karnataka. Die KCP existierte als politische Partei von 1994 bis 1997.

## Parteigeschichte
Die KCP wurde am 22. Dezember 1994 von Sarekoppa Bangarappa gegründet. Bangarappa war von 1990 bis 1992 Chief Minister von Karnataka an der Spitze einer Kongresspartei-geführten Regierung gewesen. 1992 war er jedoch zum Rücktritt gedrängt worden, nachdem es seine Regierung nicht vermocht hatte, die zwischen dem Nachbarstaat Tamil Nadu und Karnataka ausgebrochenen Streitigkeiten um die Nutzung von Wasserressourcen des Kaveri, die zu öffentlichen Protesten geführt hatten (Cauvery riots) unter Kontrolle zu bringen. Darüber verärgert, überwarf sich Bangarappa schließlich vollständig mit der Kongresspartei, wurde für 6 Jahre aus der Kongresspartei ausgeschlossen und gründete danach die KCP.
Bei der Wahl zum Bundesstaats-Parlament von Karnataka 1994 erhielt die KCP 1.513.290 Stimmen (7,31 %) und gewann 10 von 224 Wahlkreisen (4,5 %).
Bei der gesamtindischen Parlamentswahl 1996 stellte die KCP 11 Kandidaten in den 28 Wahlkreisen von Karnataka auf und gewann einen Wahlkreis (21-Shimoga), in dem ihr Spitzenkandidat Bangarappa erfolgreich war. Die Partei erhielt 581.868 Stimmen. Die KCP schloss sich danach im Dezember 1996 wieder der Kongresspartei an.